# Sønder Vium
Sønder Vium – lokalt mest stavet Sdr. Vium – er en landsby i Vestjylland, beliggende 4 km sydøst for Hemmet, 10 km nordøst for Nørre Nebel, 12 km sydvest for Tarm og 18 km sydvest for Skjern. Den hører til Ringkøbing-Skjern Kommune, ligger i Region Midtjylland og havde 219 indbyggere i byområdet (2012).
Landsbyen hører til Sønder Vium Sogn. Sønder Vium Kirke ligger i den oprindelige landsby Sønder Vium 1 km nordøst for det nuværende Sønder Vium, som oprindeligt var landsbyen Esbøl.

## Årets Landsby 2018
Landdistriktsrådet kårede i 2018 Sønder Vium som Årets Landsby. Selvom købmandsforretningen og friskolen var lukket, var det lykkedes for borgerne at få befolkningstallet til at stige.
Sønder Vium har kæmpet for at bevare retten til at blive kaldt en landsby, men den er faktisk ifølge Danmarks Statistiks definition en by fordi den tidligere har ligget over kriteriet på 200 indbyggere, senest med 219 i 2012.

## Faciliteter
- Der var SFO i Skovhuset på friskolen, og samme sted oprettede en gruppe forældre i 2004 børnehaven SpireVium. En forældregruppe videreførte efter friskolens lukning SpireVium som en selvstændig privat institution under navnet SpireVium Friluftsbørnehave & -vuggestue.[3]
- En gruppe borgere har stiftet den selvejende institution S/I Kulturhuset SKOLEN Sdr. Vium og købt friskolens bygninger. De er renoveret, nedslidte bygninger er revet ned, og skolen er blevet et kulturhus med plads til 149 festdeltagere. Sønder Viums forsamlingshus Fælleshuset blev til gengæld revet ned, og på arealet er der blevet parkeringsplads og grønt område.[4]
- Landsbyen har Hemmet-Sdr. Vium Idrætsforening (HSV-IF) sammen med nabobyen Hemmet.
- KFUM-Spejderne i Sønder Vium, Hemmet, Lyne og Bork har en spejderhytte i Sønder Vium, og Indre Mission har en forening her.
- Sogneforeningen udgiver 10 gange om året bladet Sdr. Vium Nyt.

## Historie
Selvom 25 kæmpehøje er sløjfet eller ødelagt, er der 21 tilbage i sognet, især ved Vejrup, hvor der også er fundet en tuegrav fra tidlig Jernalder. Der er udvundet jern af myremalm i Vester Vejrup.

### Tingsted
Nørre Horne Herred havde tingsted ved de to Tinghøje 2 km øst for Sønder Vium Kirke. 3 km vest for kirken lå Galgebjerg, der var tingets rettersted med galge og straffepæl.

### Kommunen
Sønder Vium Sogn var anneks til Hemmet Sogn og havde altså ikke egen præst. Hemmet-Sønder Vium pastorat blev grundlaget for Hemmet-Sønder Vium sognekommune, der fungerede indtil den i 1966 indgik i Egvad Kommune, der var dannet ved en af de frivillige kommunesammenlægninger forud for kommunalreformen i 1970. Egvad Kommune blev ved strukturreformen i 2007 indlemmet i Ringkøbing-Skjern Kommune.

### Stationsbyen
I 1904 blev Sønder Vium og Esbøl beskrevet således af Trap: "Sønder-Vium (1340: Wiim) med Kirke og Vandmølle; Esbøl med Skole og Missionshus (opf. 1897);"
Sønder Vium fik station på Nørre Nebel-Tarm Jernbane (1913-1940). Mellem Nørre Bork og Hemmet tog banen en stor omvej for at komme til Sønder Vium, men den kom heller ikke helt dertil. Stationen blev lagt i Esbøl, men stationen hed Sønder Vium efter sognet. Det blev stationsbyen, der fik tilflyttere og forretninger. Målebordsbladet fra 1900-tallet viser at Esbøl havde fået mejeri og smedje, mens der ikke skete meget omkring kirken. Senere overtog stationsbyen navnet Sønder Vium.
Stationsbygningen er bevaret på Galgebjergvej 2.

### Hedeopdyrkning
Nord for sognet ligger Lønborg Hede, der stadig er bevaret som hede, men i den østlige del af sognet ligger Østerhede og Tinghede, hvor Statens Jordlovsudvalg midt i 1950'erne udstykkede 58 statshusmandsbrug af ca. 700 ha hede. Hedeselskabet havde ellers købt Tinghede for at tilplante den, men fandt, at den med dybdepløjning kunne gøres til agerland. Jorden blev pløjet i en dybde på 80 cm, så mulden kom op, og lave arealer blev drænet. Mergel kunne graves i det nordvestlige hjørne af heden og blev kørt på tipvogne til de nye marker, som også fik en "chokbehandling" med kunstgødning.
Så blev lodderne fordelt mellem ansøgerne ved lodtrækning. Nye, unge familier med stort gåpåmod kom til sognet, hvis indbyggertal blev fordoblet. Men Sønder Vium var et af de sidste steder, man lavede hedeopdyrkning. Allerede i 1960'erne fik Statens Jordlovsudvalg en anden opgave: at støtte sammenlægning af landbrugsejendomme.

### Friskolen
Sdr. Vium Friskole blev oprettet i 1988, hvor byens folkeskole var truet af lukning. Friskolen startede med ca. 50 elever og havde på sit højeste ca. 140 elever, fordelt på 0.-9. klassetrin. Friskolen lukkede i 2017 efter en stor nedgang i elevtallet.

## Biogas
I 2016 blev der etableret et biogasanlæg i Sønder Vium. Det har en produktionskapacitet på ca. 5 mio. m³ biogas, der leveres til gasnettet.